# Штефан Петцнер
Штефан Петцнер (нім. Stefan Petzner; нар. 17 січня 1981, Тамсвег) — правий австрійський політик націоналістичного спрямування, що став лідером Альянсу за майбутнє Австрії у 2008 після смерті його засновника і керівника Йорга Хайдера. До загибелі Хайдера Петцнер був заступником лідера партії.
Він вивчав журналістику в Університеті Клагенфурта. В університеті був прихильником студентської організацій Ring Freiheitlicher Studenten. У 2004 році Йорг Хайдер призначив його прес-секретаря федерального уряду Каринтії, а у червні 2006 року він став віце-президентом ультраправого Альянсу за майбутнє Австрії (BZÖ).
Після загибелі Хайдера в автокатастрофі у 2008 році Петцнер стає лідером партії. За його заявою він і Хайдер були дуже близькі, що зашкодило іміджу Петцнера і призвело до втрати довіри у партії. Історія отримала великий розголос. У газетах вийшли статті під заголовками: «Чутки таємного гей-життя Йорга Хайдера» і «Мертвий лідер партії ультраправих — гей». Деякі газети писали, що Хайдер помер на ґрунті сварки зі своїм коханцем. Імідж партії падав, і партійці заборонили подальші інтерв'ю з Петцнером на цю тему. У 2010 році Петцнер оголосив про свою відставку з посади генерального секретаря партії, на якій він пробув фактично тиждень. Але пізніше він обійняв посаду голови BZÖ.